# 中央ユラン地域

中央ユラン地域
Region Midtjylland

中央ユラン地域・市（コムーネ）

中央ユラン地域（ちゅうおうユランちいき、Region Midtjylland）は、デンマークの地方行政区画である5つの地域（region）の一つ。2007年1月1日に県の再編に伴い設置された。元のリンケービン県、オーフス県の一部、ヴィボー県の一部、ヴァイレ県の一部を再編・統合した地域である。
地理的にはデンマーク中西部に位置し、ユトランド半島中央部を占めている。

## 行政区分
中央ユラン地域には以下の19個の市（コムーネ、Kommune）がある。
| 市（Kommune、コムーネ）                      | 行政府所在地   |
| -------------------------------------------- | -------------- |
| ファヴルスコフ市 Favrskov                    | ヒネロプ       |
| ヒーゼンステズ市 Hedensted                   | ヒーゼンステズ |
| ヘアニング市 Herning                         | ヘアニング     |
| ホルステブロー市 Holstebro                   | ホルステブロー |
| ホーセンス市 Horsens                         | ホーセンス     |
| イカスト＝ブランデ市 Ikast-Brande            | イカスト       |
| レムヴィー市 Lemvig                          | レムヴィー     |
| ノアユルス市 Norddjurs                       | グレーノー     |
| オザ市 Odder                                 | オザ           |
| ラナース市 Randers                           | ラナース       |
| レンクービング＝スケアン市 Ringkøbing-Skjern | レンクービング |
| サムセー市 Samsø（サムセー島）               | トラーネビェア |
| シルケボー市 Silkeborg                       | シルケボー     |
| スカナボー市 Skanderborg                     | スカナボー     |
| スキーヴェ市 Skive                           | スキーヴェ     |
| ストルーア市 Struer                          | ストルーア     |
| シドユルス市 Syddjurs                        | ランデ         |
| ヴィボー市 Viborg                            | ヴィボー       |
| オーフス市 Århus                             | オーフス       |